# 下妻市立東部中学校
下妻市立東部中学校(しもつましりつ とうぶちゅうがっこう) は、茨城県下妻市大串1279番地にある公立中学校。

## 沿革
1954年(昭和29年)、市制施行により下妻市立大宝中学校となる。1967年(昭和42年)高道祖地区と合併し、旧校舎に移転し実質統合する。2020年(令和2年)、下妻市が全市立小中学校•幼稚園における2学期制導入を決定したことを受けて、2021年(令和3年)より3学期制から2学期制へと移行した。2024年11月24日より毎週金曜日を6時間授業から5時間授業へ変更。

### 年表
- 1954年(昭和29年) 6月 - 市制施行により下妻市立大宝中学校となる。
- 1958年(昭和33年) 4月1日 - 大宝中学校と騰波ノ江中学校を統合し、大騰中学校を新設。
- 1965年(昭和40年) 4月1日 - 大騰中学校と豊加美中学校を統合し、東部中学校を新設。
- 1967年(昭和42年) 4月12日 - 高道祖地区と合併し、旧校舎に移転。
- 2012年(平成24年) 3月6日 - 旧校舎閉校式を実施。
- 2012年(平成24年) 4月22日 - 新校舎開校式を実施。
- 2015年(平成27年) 11月19日 - 創立50周年を迎える。
- 2021年(令和3年) 4月 - 3学期制から2学期制へ移行。
- 2024年(令和5年) 11月24日 - 毎週金曜日を6時間授業から5時間授業へ変更。

## 設備
- 校舎
- 体育館
- 駐輪場
- テニス場
- 校庭
- 駐車場

## 学校行事
- 4月
  - 始業式 - 各学年の代表生徒が1年の抱負などを発表。
  - 入学式
- 5月
  - 体育祭 - 大縄飛び、リレー、障害物走などを実施。
  - 中間テスト
- 6月
  - 総体市内大会 - 2年生、3年生が参加。下妻市立下妻中学校と下妻市立千代川中学校の生徒も参加。
- 7月
  - 総体県西大会 - 総体市内大会で勝利した人が参加する。3年生は最後の大会となる。
  - 期末テスト
- 8月
  - 関東大会 - 総体県西大会に勝利した人が参加する。
  - 全国大会 - 関東大会に勝利した人が参加する。
  - あわら市交流活動 - 生徒会が福井県あわら市の中学生が交流し、良い学校づくりについて意見交換をする。
  - 職業体験 - 2年生が参加。どこで職業体験をするかは先生が行うが、事前打ち合わせ(日付、時間、持ち物など)は生徒が行う。
- 9月
  - 修学旅行 - 3年生が参加。2泊3日で京都府と奈良県を周遊する。
  - 新人市内大会 - 1年生、2年生が参加。下妻市立下妻中学校、下妻市立千代川中学校の生徒も参加する。1年生は初めての大会となる。
- 10月
  - 新人県西大会 - 新人市内大会で勝利した人が参加する。
  - 終業式
  - 始業式
  - 県西駅伝 - 希望者又は先生からの推薦者が参加する。
  - 筑波山登山 - 2年生が参加。よい大人になるために登山を行う。登山前又は下山前に雨天になった際は公共交通機関を使用し、登山又は下山を行う。
- 11月
  - 文化祭 - 合唱と有志らによる発表会を行う。合唱の歌は先生が10曲ほど選び、その中から生徒らが話し合い選ぶ。
  - 中間テスト
- 12月
  - 創立記念日
  - 新入生入学説明会 - 新入生が参加。生徒会が新入生に授業の様子などを紹介する。保護者は学校運営などの話を受ける。
  - 学年末テスト - 3年生のみ参加
- 1月
  - スキー宿泊学習 - 1年生が参加。2泊3日で新潟県湯沢町にある岩原スキー場にて実施。3日間、スキーインストラクターの方が滑り方などを教えてもらう。事前にスキーをやったことあるのか、滑れるのかなどを調査しチーム分けを行う。
- 2月
  - 学年末テスト - 1年生、2年生が参加。
  - 3年生を送る会
  - 卒業式
  - 終業式

## 部活動
運動部
- 野球部
- サッカー部
- 男子バスケットボール部
- 女子バスケットボール部
- バレーボール部
- 男子ソフトテニス部
- 女子ソフトテニス部
- 卓球部
- 剣道部
- 柔道部
- バドミントン部

文化部
- 吹奏楽部
- 美術部

廃止された部活動
- 水泳部
- パソコン部 - 2022年度より入部停止。

## 卒業生進学先
- 下妻市
  - 茨城県立下妻第一高等学校
  - 茨城県立下妻第二高等学校

- 筑西市
  - 茨城県立下館第一高等学校
  - 茨城県立下館第二高等学校
  - 茨城県立下館工業高等学校

- 八千代町
  - 茨城県立八千代高等学校

- 土浦市
  - 常総学院高等学校
  - つくば国際大学高等学校

- つくば市
  - つくば秀英高等学校

- 桜川市
  - 岩瀬日本大学高等学校

## 校区
- 下妻市立大宝小学校、下妻市立騰波ノ江小学校、下妻市豊加美小学校、下妻市立高道祖小学校の通学地域。

すなわち、大宝、北大宝、平川戸、横根、坂井、比毛、堀篭、大串、平沼、福田、下木戸(下妻小学校通学区を除く。)、若柳、神明、下宮、中郷、下田、数須、新堀、加養、亀崎、樋橋、肘谷、山尻、谷田部、柳原、袋畑、東古沢、高道祖の各地域。

## 旧校舎
下妻市立東部中学校旧校舎は1967年から2012年まで使用された校舎である。現在は病院と薬局がある。

### 設備
- 校舎
- 体育館
- プール
- 校庭

### 年表
- 1967年(昭和42年) 4月12日 - 高道祖地区と合併し、旧校舎に移転。
- 1971年(昭和46年) 2月24日 - 体育館完成
- 1972年(昭和47年) 7月21日 - プール完成
- 2012年(平成24年) 3月6日 - 旧校舎閉校式を実施。
- 2017年(平成27年) 11月29日 - 市有地（旧東部中学校敷地）条件付売却に伴う一般競争入札を開始[2]。
- 2019年(令和元年) 10月8日 - 旧東部中学校プール解体工事に伴う入札を開始[3]。

## ニュース
- テレビ
  - 2025年3月6日 - 日本放送協会 より中学卒業前に自転車でのヘルメット着用呼びかけ[4]。

- 新聞
  - 2022年8月24日 - 茨城新聞より茨城県選抜中学校野球　下妻東部が初V報告　主将ら下妻市長表敬[5]。
  - 2025年5月9日 - 茨城新聞より「お才」踊り 後世へ[6]。

- 広報
  - 2005年5月 - 広報しもつま平成17年5月号表紙[7]。
  - 2012年5月 - 広報しもつま2012年5月号P.2,3[8]。
  - 2012年7月 - 広報しもつま2012年7月号P.5[9]。
  - 2020年12月 - 広報2020年12月号P.2 [10]。
  - 2023年6月 - 広報2023年6月号P.9[11]。

## 周辺施設
- 大宝駅
- 大宝郵便局
- イオンモール下妻
- 道の駅しもつま
- 下妻警察署

## アクセス
- 関東鉄道常総線大宝駅徒歩約10分
- 下妻市コミュニティバス「シモンちゃんバス」「大串」バス停徒歩約10分